# Korskyrkan, Jönköping
Korskyrkan är en frikyrka på Liljeholmen  i Jönköping. Församlingen tillämpar troendedop, och samarbetar med Evangeliska Frikyrkan. De teologiska rötterna finns i baptismen.
De äldsta delarna av byggnaden uppfördes som villa åt kapten S. Engdahl av arkitekten Cyrillus Johansson.